# Adama Traoré (fotbalista, 1996)
Adama Traoré Diarra (* 25. ledna 1996 L'Hospitalet de Llobregat) je španělský profesionální fotbalista, který hraje na pozici křídelníka za anglický klub Fulham FC a za španělskou reprezentaci.
Svoji kariéru začal v FC Barceloně, kde hrával spíše v mládežnických kategoriích. V roce 2015 jej podepsal londýnský tým Aston Villa, o rok později přestoupil do Middlesbrough a v srpnu 2018 přestoupil do Wolverhamptonu.
Traoré, který se narodil ve Španělsku rodičům z Mali, reprezentoval svou rodnou zemi jak na mládežnické, tak i na seniorské úrovni, přičemž ve Španělské reprezentaci debutoval v roce 2020.

## Klubová kariéra

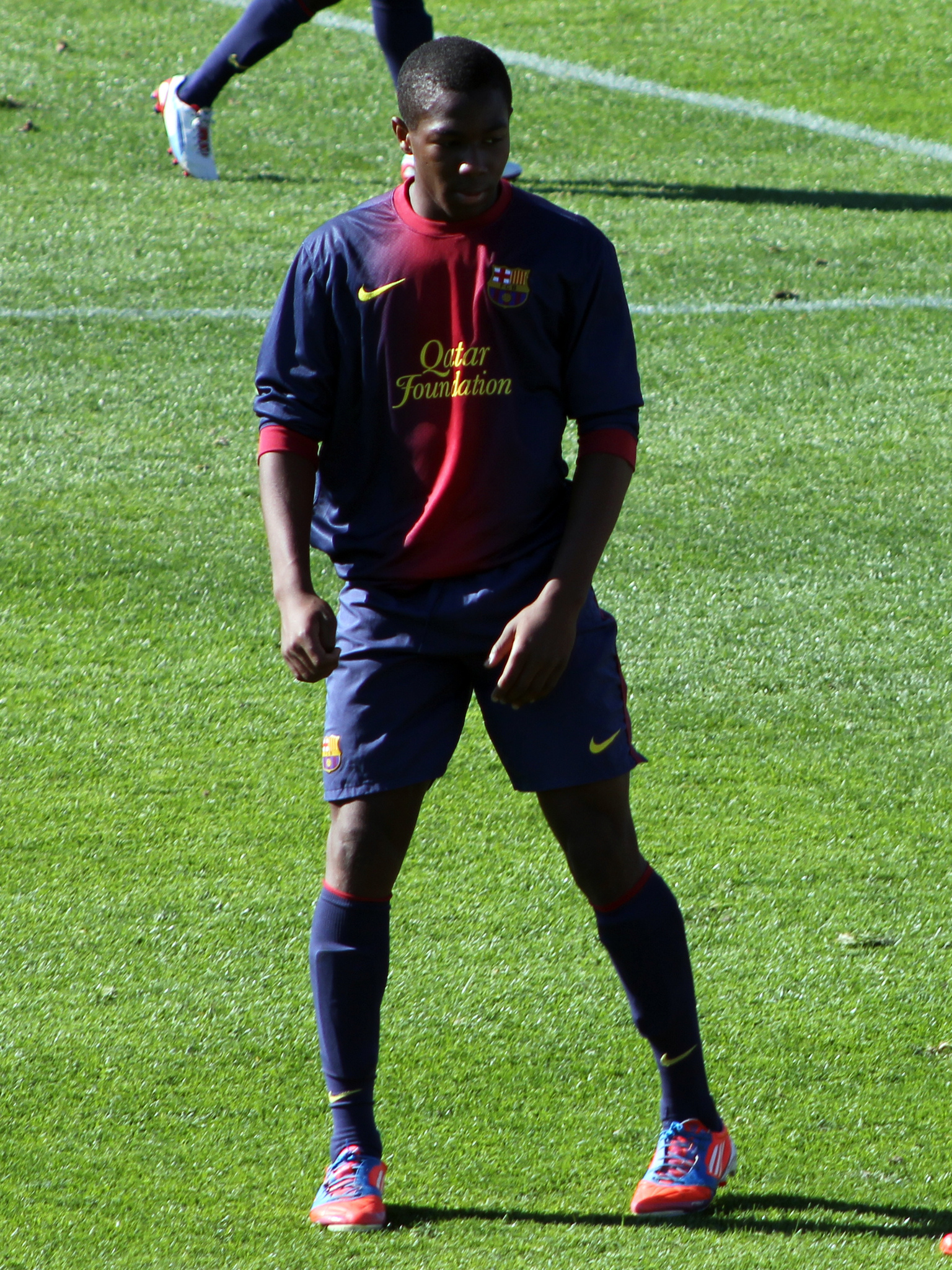
Traoré hrající Barcelonu B (2012)

### FC Barcelona
Traoré se narodil v L'Hospitalet de Llobregat, v Katalánsku, rodičům pocházejícím z Mali. Do barcelonské mládeže nastoupil v roce 2004, ve věku 8 let. V roce 2013 byl předělen do B týmu a tam debutoval 6. října při porážce 1:0 proti SD Ponferradina.
Svůj první zápas v La Lize hrál ve věku pouhých 17 let, když nahradil Neymara v zápase proti Granadě; 26. listopadu se poprvé představil i v Lize mistrů UEFA. V 82. minutě zápasu proti AFC Ajax nahradil Cesca Fàbregase.
Traoré se také představil v nově vzniklém turnaji Juniorské lize UEFA, kde za tým Barcelony do 19 let dokázal vstřelit dvě branky a pomoct tak k vítězství celého turnaje. 16. prosince 2014 vstřelil svůj první gól za A-tým Blaugrany, odehrál 16 minut a přispěl k domácí jednoznačné výhře 8:1 nad Huescou v Copě del Rey.

### Aston Villa
Dne 14. srpna 2015 se Traoré připojil k Aston Ville, klubu hrající anglickou Premier League, kde podepsal pětiletou smlouvu. Debutoval o osm dní později v zápase proti Crystal Palace. O tři dny později vstřelil svůj první gól, v zápase, kdy jeho tým porazil Notts County 5:3 ve druhém kole Ligového poháru.
Traoré nastoupil jako náhradník do druhé poloviny utkání proti Sunderlandu 2. ledna 2016. I přestože Adama asistoval u branky Carlese Gila, jeho tým prohrál 3:1. Po této hře byl z týmu vyřazen kvůli nedisciplinovanosti, sezónu Aston Villa ukončila na posledním místě v nejvyšší soutěži.

### Middlesbrough
31. srpna 2016 Traoré podepsal čtyřletý kontrakt s Middlesbroughem, v rámci výměnného obchodu za Alberta Adomaha, který se vydal opačným směrem. Debutoval 10. září 2016 při domácí ztrátě 1:2 s Crystal Palace. Během své první sezóny se zúčastnil 31 zápasů, ve kterých se střelecky neprosadil.
Traoré udělal dojem v sezóně 2017/18, nejprve pod trenérem Garrym Monkem a později pod Tonym Pulisem. Během sezóny vstřelil pět gólů a na deset přihrál. Middlesbrough se dostali až do Finálového zápasu play-off v Championship, v němž však byli vyřazeni Aston Villou. Za své výkony dostal Adama ocenění Hráč roku podle fanoušků, Mladý hráč roku a i Hráč roku týmu. 

### Wolverhampton Wanderers
Dne 8. srpna 2018 se Traoré připojil k Wolverhampton Wanderers, který postoupil do nejvyšší anglické soutěže, dostal smlouvu na pět let. Cena se pohybovala okolo 18 milionů liber. Svůj první gól vstřelil v Premier League 1. září – ve svém 40. zápase v soutěži – při výhře 1:0 proti West Ham United. His first start occurred on 27 October, in a 0–1 away defeat to Brighton & Hove Albion.
Dne 6. října 2019 vstřelil Traoré ve svém 50. soutěžním vystoupení za Wolverhampton oba góly v zápasu proti úřadujícím šampionům Premier League Manchesteru City 2:0. Svůj první gól v Evropském fotbalu vstřelil, když Wolverhampton 28. listopadu získal bod z remízy 3:3 v portugalské Braze v základní skupině Evropské Ligy UEFA.
Traoré vstřelil svůj první gól na Molineux, domácí stadión Wolverhamptonu, při porážce 1:2 proti Tottenhamu Hotspur v Premier League dne 15. prosince 2019. Vyhrál cenu PFA Hráč měsíce za leden 2020, když získal 45 procent hlasů fanoušků.
První gól v sezóně 2020/21 vstřelil 8. ledna 2021 v domácím zápase proti Crystal Palace ve třetím kole FA Cupu.
Traoré odehrál svůj stý ligový zápas v dresu Wolves 9. května 2021, jednalo se o zápas proti Brightonu na Molineux, sám Traoré vstřelil v 76. minutě utkání branku, kterou srovnal stav utkání na 1:1.
Traoré vstřelil svůj první gól v sezóně 2021/22 dne 15. ledna 2022, a to při vítězství 3:1 nad Southamptonem na Molineux.

## Reprezentační kariéra
Dne 17. února 2014 Malijská fotbalová federace informovala, že se Traoré a jeho starší bratr Moha rozhodli reprezentovat Mali na reprezentační úrovni. V rozhovoru pro BBC Sport v říjnu 2015 Adama uvedl, že stále zvažuje své mezinárodní možnosti. 22. března 2018 debutoval ve španělské reprezentaci do 21 let, když v kvalifikaci na Mistrovství Evropy do 21 let v roce 2019 odehrál 15 minut při vítězství nad Severním Irskem.
V listopadu 2019 Traoré prohlásil, že chce hrát za Mali. O několik dní později však místo zraněného Rodriga dostal první pozvánku do španělského národního týmu na kvalifikační zápasy Eura 2020 proti Maltě a Rumunsku. Kvůli zranění však s reprezentací neodejel a byl nahrazen Pablem Sarabiou.
V lednu 2020 uvedl, že stále ještě není rozhodnut, kde leží jeho mezinárodní budoucnost.
V srpnu 2020 byl Traoré znovu povolán do národního týmu k zápasům Ligy národů proti Německu a Ukrajině. Později však byl z nominace odstraněn kvůli tomu, že byl pozitivně testován na COVID-19.
7. října 2020 Traoré debutoval v seniorské reprezentaci Španělska v přátelském utkání proti Portugalsku, kde jako náhradník nastoupil v 62. minutě. Zápas skončil bezbrankovou remízou. 10. října v zápase Ligy národů proti Švýcarsku znovu Traoré nastoupil jako náhradník v průběhu druhého poločasu. Mali i Španělsko nominovali Traorého do nominace na říjnové mezinárodní zápasy, ale kvůli svému nastoupení v zápase se Švýcarskem je vázán na španělský výběr a podle regulí FIFA změnit národnost nemůže.
Dne 24. května 2021 byl povolán Luisem Enriquem na závěrečný turnaj Euro 2020.

## Styl hry
Tim Sherwood, manažer Traorého v Aston Ville, ho srovnával s Lionelem Messim a Cristianem Ronaldem a řekl, že má „trochu“ z obou hráčů. Catherine Wilson z ESPN vyzdvihovala jeho „atletičnost“, ale také poznamenala, že jeho „by mohl zapracovat na fotbalovém myšlení“. Belfast Telegraph si všiml jeho svalnaté postavy a řekl: „Má tělo jako tank. Velikost jeho svalů je enormní.“
V roce 2018 Matt Stanger z ESPN uznal Traorého rychlost a sílu a dodal, že „nyní ukazuje odvahu najít si tým na jiné úrovni“, zatímco se může pochlubit „vysokým zrychlením“ a „vynikající tělesnou kontrolou na to, aby udržel míč před obránci“. Také poukázal na jeho slabší stránky, čímž je jeho „vysoké ego“ a „schopnost rozhodování“.
Daily Mirror označil Traorého za druhého nejrychlejšího hráče sezóny Premier League 2019/20 s nejvyšší rychlostí 37,8 kilometrů za hodinu. V celé Premier League vytváří průměrné nejvíce šancí, provádí také průměrně nejvíce úspěšných driblinků za 90 minut hry: Eden Hazard (druhý v pořadí) jich má 5,56, Traoré 11,87.

## Osobní život
Traorého starší bratr Moha je také fotbalista. Ten, k roku 2021, hraje za Recreativo de Huelva, třetiligový tým ze Španělska.

## Statistiky
K zápasu odehranému 15. ledna 2022
| Klub          | Sezóna  | Liga             | Liga   | Liga | Národní pohár | Národní pohár | Ligový pohár | Ligový pohár | Evropské poháry | Evropské poháry | Ostatní | Ostatní | Celkem | Celkem |
| Klub          | Sezóna  | Division         | Zápasy | Góly | Zápasy        | Góly          | Zápasy       | Góly         | Zápasy          | Góly            | Zápasy  | Góly    | Zápasy | Góly   |
| ------------- | ------- | ---------------- | ------ | ---- | ------------- | ------------- | ------------ | ------------ | --------------- | --------------- | ------- | ------- | ------ | ------ |
| Barcelona B   | 2013/14 | Segunda División | 26     | 5    | —             | —             | —            | —            | —               | —               | —       | —       | 26     | 5      |
| Barcelona B   | 2014/15 | Segunda División | 37     | 3    | —             | —             | —            | —            | —               | —               | —       | —       | 37     | 3      |
| Barcelona B   | Celkem  | Celkem           | 63     | 8    | —             | —             | —            | —            | —               | —               | —       | —       | 63     | 8      |
| Barcelona     | 2013/14 | La Liga          | 1      | 0    | 0             | 0             | —            | —            | 1               | 0               | 0       | 0       | 2      | 0      |
| Barcelona     | 2014/15 | La Liga          | 0      | 0    | 2             | 1             | —            | —            | 0               | 0               | —       | —       | 2      | 1      |
| Barcelona     | Celkem  | Celkem           | 1      | 0    | 2             | 1             | —            | —            | 1               | 0               | 0       | 0       | 4      | 1      |
| Aston Villa   | 2015/16 | Premier League   | 10     | 0    | 0             | 0             | 1            | 1            | —               | —               | —       | —       | 11     | 1      |
| Aston Villa   | 2016/17 | Championship     | 1      | 0    | 0             | 0             | 0            | 0            | —               | —               | —       | —       | 1      | 0      |
| Aston Villa   | Celkem  | Celkem           | 11     | 0    | 0             | 0             | 1            | 1            | —               | —               | —       | —       | 12     | 1      |
| Middlesbrough | 2016/17 | Premier League   | 27     | 0    | 4             | 0             | 0            | 0            | —               | —               | —       | —       | 31     | 0      |
| Middlesbrough | 2017/18 | Championship     | 34     | 5    | 2             | 0             | 2            | 0            | —               | —               | 2       | 0       | 40     | 5      |
| Middlesbrough | Celkem  | Celkem           | 61     | 5    | 6             | 0             | 2            | 0            | —               | —               | 2       | 0       | 71     | 5      |
| Wolverhampton | 2018/19 | Premier League   | 29     | 1    | 5             | 0             | 2            | 0            | —               | —               | —       | —       | 36     | 1      |
| Wolverhampton | 2019/20 | Premier League   | 37     | 4    | 2             | 0             | 0            | 0            | 15              | 2               | —       | —       | 54     | 6      |
| Wolverhampton | 2020/21 | Premier League   | 37     | 2    | 3             | 1             | 1            | 0            | —               | —               | —       | —       | 41     | 3      |
| Wolverhampton | 2021/22 | Premier League   | 19     | 1    | 1             | 0             | 2            | 0            | —               | —               | —       | —       | 22     | 1      |
| Wolverhampton | Celkem  | Celkem           | 122    | 8    | 11            | 1             | 5            | 0            | 15              | 2               | —       | —       | 153    | 11     |
| Celkem        | Celkem  | Celkem           | 258    | 21   | 19            | 2             | 8            | 1            | 16              | 2               | 2       | 0       | 303    | 26     |

1. ↑  Zápasy v Copě del Rey a v FA Cupu
2. ↑  Zápasy v EFL Cupu
3. ↑  Zápasy v Lize mistrů UEFA
4. ↑  Zápasy v Play-off EFL Championship
5. ↑  Zápasy v Evropské lize UEFA

### Reprezentační
K 23. červnu 2020
| Španělsko | Španělsko | Španělsko |
| Rok       | Zápasy    | Gól       |
| --------- | --------- | --------- |
| 2020      | 5         | 0         |
| 2021      | 3         | 0         |
| Celkem    | 8         | 0         |

## Ocenění
Barcelona (mládež)
- Juniorská liga UEFA: 2013/14

Barcelona
- Copa del Rey: 2014/15

Individuální
- Jedenáctka sezóny Segunda División: 2013/14[53]
- Hráč roku Middlesbrough podle fanoušků: 2017/18
- Hráč roku Middlesbrough podle hráčů: 2017/18
- Mladý hráč roku Middlesbrough: 2017/18
- Hráč měsíce Premier League: Leden 2020[54]